# فينهاوزن
فينهاوزن (تنطق بالهولندية: [veːnˈɦœyzən]) هي قرية في مقاطعة درينته بهولندا.